# 阿加莎·克里斯蒂：东方快车谋杀案
《阿加莎·克里斯蒂：东方快车谋杀案》（英語：Agatha Christie: Murder on the Orient Express）是一款由AWE Productions开发，冒险游戏公司于2006年在微软视窗平台下发行的冒险游戏。这是冒险游戏公司的阿加莎·克里斯蒂系列改编游戏作品的第二部。本作（下文简称《东方快车谋杀案》或者“本作”）故事情节围绕着一位名叫安托瓦内特·马索（Antoinette Marceau）的业余侦探展开，她在故事中调查一起发生在东方快车上，涉及十二名嫌疑人的谋杀案。故事背景则设定在阿加莎·克里斯蒂另一部游戏改编作《阿加莎·克里斯蒂：无人生还》事件发生的五年前，但在故事情节基本上与前者毫无关联。游戏中的东方快车在1934年被雪崩阻塞在南斯拉夫王国境内。在游戏中，原作中的著名侦探赫尔克里·波洛以玩家所扮演角色的助手身份登场。
《东方快车谋杀案》保留了阿加莎·克里斯蒂同名小说的主要情节元素。游戏中还有一个不同于克里斯蒂原版小说结局的附加结局。和《无人生还》一样，本作与克里斯蒂的原著小说内容相紧密结合。一些游戏评论家批评游戏强迫玩家必须完成重复的任务，除此之外还抱怨游戏中低效而繁琐的库存系统。另一些游戏评论家称赞本作在图形处理方面相对于前作所作出的改进，以及令人信服的演员配音和出色的音效制作。《东方快车谋杀案》的后续作品是该系列的第三作——《阿加莎·克里斯蒂：阳光下的罪恶》。
《东方快车谋杀案》是阿加莎·克里斯蒂系列小说改编游戏作品中，第一部有赫尔克里·波洛登场的。而波洛本人则是克里斯蒂小说中最著名也是最受欢迎的侦探角色。此前因出演流行电视剧《阿加莎·克里斯蒂的波洛》而声名鹊起的大卫·苏切特，受雇在本作中为波洛配音。他的出色演绎普遍受到赞扬。一些游戏评论者批评本作不允许玩家真正控制波洛一角，为此开发者解释说，冒险游戏玩家在游戏中是偶尔会犯错误的，这并不符合波洛的天才形象，而角色安托瓦内特·马索的业余侦探这一设定则更符合玩家的表现。

## 游戏操控
通过一种叫做“上下文敏感光标”的提示器，玩家可以在游戏中浏览并与游戏环境（主要是东方快车的车厢）进行交互。游标在放到玩家可以交互的物体上时会改变，也可以用来与其他角色对话，倾听其他角色的谈话，观察周围环境或者移动角色。玩家可以通过单击屏幕操作角色走到一个位置，也可以通过双击屏幕使角色跑动到某一位置。双击屏幕边缘会立即将玩家带到下一个屏幕。游戏界面的顶部有一幅列车整体地图，一旦所有车厢都被解锁，玩家就可以通过点击地图上的任意部分，被立刻传送到那个位置，从而使得玩家不必穿过一节一节列车车厢移动到目标位置。另一个可访问的功能是一个目标菜单界面，它说明了玩家应该尝试完成的一般任务。这个菜单的目的是在不给出任何明确的提示的情况下，引导玩家走向正确的剧情发展方向。
《东方快车谋杀案》与前作一样有一个证物存放系统。这个存放系统由几个部件组成，包括一个指纹检查窗、一个剪贴簿以及一个用于管理和查看乘客护照的护照窗口。库存系统中总共有80个存放物品的栏位，分布在5个不同的屏幕上。在游戏中，物品一旦获得，就不能从库存中丢弃。玩家可以通过点击游戏界面上的图标来访问库存，也可以简单地用右键呼出菜单。物品使用后，通过右击可以将它们放归到库存系统中它们最初所在的位置。每个物品都有标签，玩家可以通过将其拖到一个放大镜图标上来更详细地检查每个库存物品，同时还可以听到一种轻微的嘶嘶声，这意味着玩家需要特别注意某些物品。与其他游戏类型不同，本作不允许玩家在主仓库界面中组合物品。物品组合有一个单独的界面，如果玩家想尝试将它们组合在一起，则必须将其拖动到这个界面中。
在《东方快车谋杀案》大部分的游戏时长中，玩家可以通过与各个角色对话，或者听取对方的证词，以获取线索，从而找到可能的凶手。玩家必须完成的其他任务包括为了获得线索而收集乘客的护照和其他随身物品以追寻谋杀案的真相，以及为不同的角色收集特定的物品。在物品清单界面中合并各个物品是游戏中谜题的主要组成部分。尽管有些谜团需要限时解开，但在游戏中的大部分关卡都没有时间限制。游戏中还会出现一些单屏谜题，如开箱谜题。
《东方快车谋杀案》游戏中的一个独特角色就是侦探波洛。他在整个游戏过程中扮演着提示系统的角色。玩家可以在游戏过程中的任何时候拜访波洛，以得到帮助他们继续游戏所必须的提示。这个游戏有两个难度级别，玩家可以在谋杀剧情发生后决定他们更倾向于游玩哪一个级别。在游戏过程中，波洛会出来挑战玩家，让玩家选择要么欣然接受他的帮助，并允许他引导玩家通过游戏，要么尝试智胜这位著名侦探，解出游戏中一些晦涩、甚至在某些情况下并不存在的提示。玩家一旦选择了比较困难的设置，就会遇到麻烦，波洛会逐渐变得更愿意提供信息。

## 剧情大纲

### 故事背景和角色

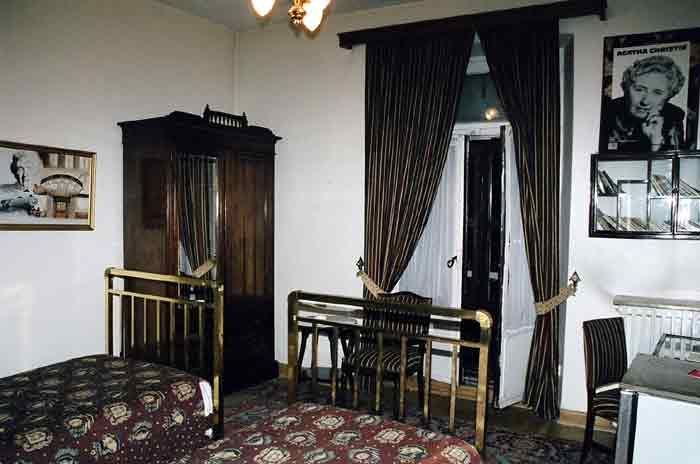
伊斯坦布尔的佩拉宫酒店411号房间，阿加莎·克里斯蒂在这里创作了小说《东方快车谋杀案》。

游戏《东方快车谋杀案》的故事发生在1934年。游戏最初的场景出现在伊斯坦布尔，而剩下的大部分情节都发生在东方快车的车厢内。当列车在南斯拉夫被雪崩阻塞时，玩家还有机会走出列车车厢，进入到白雪皑皑的外部环境进行探索。
玩家唯一可以操控的角色是安托瓦内特·马索（Antoinette Marceau），一名国际卧铺车公司的雇员。在整个案件调查过程中，她得到了著名侦探赫尔克里·波洛以及他的朋友康斯坦丁医生的协助。克里斯蒂原著小说中13个谋杀嫌疑犯里的10个都被包含在游戏改编的剧情中。这些嫌疑人包括安德烈尼伯爵和伯爵夫人、阿巴斯诺特上校、玛丽·德本汉姆、德拉戈米罗夫公爵夫人、格里塔·奥尔松、安东尼奥·福斯卡雷利、塞勒斯·哈德曼、卡罗琳·哈伯德、赫克托·麦奎因，以及东方快车上的几名乘务员。受害者则是塞缪尔·雷切特。游戏中总共有二十个角色。

### 剧情
游戏开场于1924年6月29日，在纽约州新帕尔兹的一个不知名的农场。纽约警察到达了农场并在卸货前包围了它。经过一场短暂的枪战后，两个男人走出房子投降。
故事转到10年后的1934年11月，在土耳其的伊斯坦布尔。游戏的主角安托瓦内特·马索是国际马车公司（Compagnie Internationale des Wagons-Lits）伊斯坦布尔办公室的一名忠实的初级职员。她从雇主、国际马车公司董事马塞尔·布克（Marcel Bouc）那里得到指示，照顾其好友赫尔克里·波洛。他要求马索确保波洛乘坐东方快车的旅途一切顺利。马索在锡尔凯吉车站开始了她的冒险之旅。在那里她结识了她所仰慕的波洛，以及其他一些人物，这些人后来都和她一起登上了东方快车。
列车离开伊斯坦布尔后不久，就被一场雪崩阻塞了通行。由于列车突然停驶，波洛从铺位上摔了下来，扭伤到了脚踝而卧床不起。不久之后，乘客雷切特被发现在他自己的包间被谋杀，而可能的谋杀嫌疑犯有12个人。调查从此开始了。马索受到波洛的鼓动以出面寻找谋杀案的真相，并通过搜集线索进行“跑腿”工作。
马索的任务包括照看列车（如帮助修理发动机的加热器），询问各个乘客关于谋杀的情况，以及检查火车和周围地区以寻找凶案线索。她还去了几个小说中波洛没有去到的地方，比如火车引擎室、行李车厢，还有被大雪封锁的车厢外一个旧棚屋。此外，一台坏的业余无线电被发现在其中一节车厢里。修好后，安托瓦内特可以联系上波洛的一个年轻朋友巴纳比·刘易斯，请他帮忙调查乘客背景。
与小说情节相类似，雷切特被揭露原名为卡塞蒂，是黛西·阿姆斯特朗绑架案中逃脱制裁的幕后主谋。而火车上的每一个乘客以及列车员都以某种方式与阿姆斯特朗一家联系在一起，也就是说每个人都有谋杀卡塞蒂的动机。此外，每个人都有其他乘客所证实的不在场证明。
当马索认为她已经解决了谋杀案时，波洛召集所有乘客并向马索提出一系列问题，不断质询后者所发现的线索。波洛接着揭示了对于雷切特之死的三种可能的真相。前两种与小说完全相同。在第一个解释中，波洛认为可能是一名暗杀者在夜间登上了火车，杀死了卡塞蒂，然后逃离了火车。这一解释有证据支持，比如一把带血的匕首，其上的指纹与火车上的任何人都不匹配。第二个解释则拼凑自一系列相关的线索，显示了列车上的所有乘客以及列车长皮埃尔·米歇尔应对当前发生的谋杀负责。
在这个游戏改编版本故事中，马索还找到了一些额外的线索，比如在行李舱的保险库里有一个装满生活设施的板条箱，还有一张米歇尔全家的照片。然而巴纳比·刘易斯此前曾声称米歇尔已经“一无所有”。在解释了第二个可能的案件真相之后，波洛又揭露了米歇尔并不是真正的米歇尔，而是卡塞蒂的犯罪同伙罗伯特·佩金森。被揭穿后的帕金森也向其他乘客们证实了这一点，并透露卡塞蒂把黛西·阿姆斯特朗留在了家里。但是，当他和他的兄弟杰弗里拒绝杀死黛西时，卡塞蒂决定亲自动手。为此，他把帕金森的女儿特蕾莎误认为黛西并枪杀了她。再后来，帕金森和他的妻子逃到法国，把黛西当作自己的女儿抚养长大。
帕金森透露，在妻子死后，他找到了皮埃尔·米歇尔。米歇尔向其透露了刺杀卡塞蒂的计划。然而，此时失去了所有亲人的米歇尔已经失去了亲自去面对凶手的勇气。由于同谋刺杀计划的其他人从未见过米歇尔本人，帕金森自愿冒充米歇尔，代替他刺杀卡塞蒂，以便为特蕾莎的死报仇。他随后透露，现年13岁的黛西·阿姆斯特朗在旅途中伪装成乘务员在贝尔格莱德登车，被藏在了行李舱里。之后黛西出来面对那些以为她已经不在人世的人。波洛、康斯坦丁医生和马索决定告诉警方第一个解决办法——一名不明身份的刺客登上火车并杀死了雷切特，之后又逃出了列车。因为黛西还活着，其他乘客们为此欣喜若狂，而波洛则认为这是“一个非常令人满意的解决方案”。

## 开发
2006年5月，冒险公司宣布阿加莎·克里斯蒂游戏改编作品系列的第二部是《东方快车谋杀案》。与游戏系列的前作《无人生还》一样，《东方快车谋杀案》由AWE制作公司与冒险公司合作开发。相比前作，本作制作团队基本保持不变，李·谢尔顿（Lee Sheldon）继续担任首席设计师，斯科特·尼克松（Scott Nixon）继续担任AWE制作公司的总经理。
冒险公司与阿加莎·克里斯蒂作品版权的拥有者Chorion，选择了阿加莎·克里斯蒂的杰作《东方快车谋杀案》作为阿加莎·克里斯蒂游戏系列下一部作品的基础。除了被问及意见外，AWE制作公司对选择的影响不大。谢尔顿为这款新游戏制作了一个概念文档，并把它发给了Chorion。后者则给他反馈了一些建议，谢尔顿接纳了部分意见。总体来说，Chorion对与游戏开发团队的第二次合作更加满意。他们不需要像在前作《无人生还》中的那样仔细检查游戏中的每一个方面。而且与前作相比，他们对《东方快车谋杀案》这个项目的抱怨更少。
《东方快车谋杀案》的制作人麦克·亚当斯（Mike Adams）非常想让大卫·苏切特为游戏中的主要角色侦探波洛配音。尼克松认为，在电视连续剧《阿加莎·克里斯蒂的波洛》大获成功之后，苏切特与波洛这个角色的关系已经如此紧密，以至于很难想象还有其他人可以为波洛配音，而不被拿来与苏切特相提并论。尼克松把当时的情况形容为两难的选择，他说自己“担心有人进来模仿苏切特，而不是独特地模仿波洛，然而，声音越是偏离苏切特的版本，越多的人会希望是苏切特来模仿！”开发团队决定让苏切特加入的另一个原因是，他们认为苏切特会激励游戏中的其他配音演员，比如饰演安托瓦内特·马索的瓦妮莎·马歇尔，站出来与苏切特对波洛的娴熟刻画竞争。在游戏开发的后期，苏切特同意做配音演员。他本人承认，之所以接受这个提议的一个原因是，他觉得占有的角色波洛，考虑到他已经扮演了这个角色这么长时间。亚当斯对成功说服苏切特为游戏配音感到自豪，并表示他娴熟的配音表演将给游戏带来“巨大的兴奋和真实感”。
和《无人生还》一样，谢尔顿在《东方快车谋杀案》的游戏情节中加入了一个新角色以提供给玩家进行操控，而这个角色在克里斯蒂的原著小说中并没有出场。这个新角色名为安托瓦内特·马索，被谢尔顿描述为小说中两个人物的混合体。这两个人物分别是波洛经营东方快车的朋友马塞尔·布克，以及原著中带领波洛来到了伊斯坦布尔的一个士兵。谢尔顿表示，他并不想为克里斯蒂作品改编的游戏塑造一个全新的主角，而是更喜欢从克里斯蒂小说中的素材拼凑成一个游戏中的主角。谢尔顿还谈到了游戏早期预告片中的一些问题，比如为什么玩家不能真正扮演波洛。他解释了选择马索作为主角的原因，他说：“选择马索而不是波洛作为主角的原因是，波洛最大的乐趣是看到他在做什么，看他如何行动和解决问题。我一直认为更有趣的角色是在于从‘华生’的视角，而不是夏洛克·福尔摩斯的。”
为了让波洛成为《东方快车谋杀案》更重要的一部分，谢尔顿将其塑造成了一个精心设计的提示系统。玩家们抱怨在《无人生还》中有一种漫无目的的感觉时，他们试图找到一个触发器来开始下一部分的游戏，谢尔顿让波洛成为“各种各样的先知”，当玩家陷入困境或不知道下一步该做什么时，他可以提供帮助。
开发团队决定，就像《无人生还》一样，他们因当实当对克里斯蒂原作的原始结尾作出修改。开发者的目标是开发出不仅能吸引普通玩家，也能吸引克里斯蒂原著粉丝的游戏。由于几乎所有克里斯蒂的粉丝都读过《东方快车谋杀案》并且熟知案件的真相，考虑到这部小说的内容尤其是案件主体被包含在游戏中，开发商决定有必要修改一下结局。原著小说中有两种案件真相——一个是看起来表面上的，另一个是实际内在真正的——而开发人员的目标是开发出第三个真相，且在依旧采用原著种两种真相的基础之上，仍然让玩家感到惊喜。李·谢尔顿承认他对于《无人生还》结尾的改编受到了一些批评，并且坦陈由于原著的盛名和非同凡响的案件真相使得《东方快车谋杀案》游戏的结尾改编变得更加困难。他还表达了自己对那个时代普遍取笑对旧作改编行为的厌恶之情，并表示自己试图尽可能忠实于克里斯蒂的原著作品和时代。
谢尔顿指出，《无人生还》和《东方快车谋杀案》主要的区别在于，在前者中，原著作品的故事情节发展前提是故事中没有人能破案。这迫使谢尔顿不顾一切地试图找到一种方法来整合故事的线索，以便玩家能够真正发现凶手。而在《东方快车谋杀案》中，原著小说情节沿着完整的调查作业流程发展，所以谢尔顿可以更容易地整合线索，并将它们引导到所有3个可能的案件解释上。谢尔顿也删除了《东方快车谋杀案》中一些不必要的谜团，因为在前作中这些都被证实是不受欢迎玩家的特点。
《东方快车谋杀案》在《无人生还》之后在图形方面做了多处优化。这些优化主要体现在角色设计和动画制作方面，而在系列第一作中，玩家对这些方面的反响非常差。开发团队为此引入了动画层，使得独立控制角色模型的部分成为可能。这使得开发者可以使用相同的动画，不管角色是坐着、站着还是躺着，同时也给了他们更多的头部和上身的控制。在前作《无人生还》中，角色们必须转动整个身体才能互相交谈，而在《东方快车谋杀案》中，角色们只需要转动头部就可以了。这款游戏没有物理特性，但屏幕适配分辨率有所提高，背景更加细节化，角色建模也包含了更多的多边形。
调查是《东方快车谋杀案》游戏进度发展的主要组成部分。大部分的调查研究都集中在1934年的南斯拉夫，那是游戏故事的背景所在地。谢尔顿研究了这个时代的政治和科学形势，并解释道：“所有的谜题都必须是有背景的，他们要么刻画角色，要么铺垫故事，要么定义时代。”开发商还受到了迈阿密郊外一个火车博物馆的影响。博物馆里有一节与20世纪30年代东方快车所使用的车厢同一型号的原版普尔曼车厢。博物馆里还有一节与开发者所寻找的相类似的车头。开发者们最终利用火车博物馆的资料、几本关于《东方快车》的书、1974年克里斯蒂小说的电影版，以及互联网作为研究资源来构建游戏场景。因为《东方快车谋杀案》是有大侦探波洛登场的第一款游戏，谢尔顿小心翼翼地将这款游戏嵌入了《阿加莎·克里斯蒂的波洛》的故事时间表中。这部电视连续剧经常对原著故事的时间线进行随意安排，但是谢尔顿决心让一切都严格按照克里斯蒂的原著作品进行。游戏中有几处提到了波洛的早期案例，这些都是按时间顺序准确编排的。这在一定程度上是为了让谢尔顿能够利用特定时代的文化，也是为了将来其他以波洛为基础的游戏在时间线上能够保持准确。
《东方快车谋杀案》游戏的官方网站于2006年9月公布。网站发布了包括截图、人物设定和照片、环境设定稿、预告片、演示、音乐、壁纸以及小游戏等内容。游戏于2006年11月14日在北美发行。冒险公司在游戏发布两天后为游戏媒体举办了一个发布会。嘉宾包括《东方快车谋杀案》的开发团队，以及在游戏中扮演了各种角色的演员。2006年12月20日，制作方发布了这款游戏的演示版本，其中包含了一小部分让玩家探索列车的内容。

## 评价
自从发布以来，《东方快车谋杀案》受到了广泛不同的评论。Gamerankings给出的评分为65.22%，Metacritic给出的得分为60分。
在游戏中，玩家必须完成的许多有一定重复性的任务，这在很大程度上导致了玩家们的消极反应，这是游戏《东方快车谋杀案》的一个方面。2404网站指责该游戏将克里斯蒂的小说和游戏简化为一系列重复的秘书工作，比如收集指纹、护照和其他随机物品等等。该网站进一步说，玩家被设计成“像是波洛的秘书”。Game Over Online也同意这种观点，认为游戏的大部分内容都是“愚蠢的小差事”，比如为游戏中角色完成任务以及盲目地寻找物品。Eurogamer为此给出了一个例子，在游戏中的某个时刻，玩家需要检查每个包间，检查不同旅客鞋子的大小，以检查是否有一个鞋印与火车外的鞋印相符。《东方快车谋杀案》游戏的库存系统也受到了强烈的批评。IGN抱怨说，玩家不能在主屏幕上通过尝试和错误来找到物品组合，而是被迫拖动物品到一个单独的屏幕上，导致了乏味的游戏性。相比之下，也有一些评论家对库存系统的设计表示赞许。Quandary称其直观、易于玩家进行线索组织。《东方快车谋杀案》游戏中的谜题得到了一些评论家的积极回应。Gamespot对游戏中数量相对较少的谜题给予了积极的评价，认为它们已经很好地融入了游戏的情节中，而且并不过于困难。评论继续说，游戏中后期的谜题往往更多地依赖库存组合，但仍然是合理的满意解决。相比之下，Game Over Online指责游戏给玩家提供的信息太少，无法解决谜题，也称之为费解的谜题。开发者选择了安托瓦内特·马索而不是波洛作为《东方快车谋杀案》的主角和玩家角色，这遭到了一些人的批评。《2404》杂志反对这一选择，指责开发商没有充分利用大卫·苏切特的才华，可以说他是波洛最著名和最成功的化身。评论家甚至告诉AWE制作公司“当你有天赋的时候，利用像大卫·苏切特这样的人才。”像前作一样，《东方快车谋杀案》因改编了阿加莎原著的结尾而受到批评。冒险游戏玩家网站称新的结局“对于游戏的好处来说有点太做作了。”《2404》也不赞成这个结局，评论说这个结局太像好莱坞的风格了，而且原著小说的结局要好得多，也更令人满意。
相比于前作，《东方快车谋杀案》在图形方面改进得到了部分赞扬。在游戏的各个方面的表现都得到了积极的反应，其中包括游戏的环境。Just Adventure称游戏环境“远远超过《无人生还》”，称画面中东方快车上火车车厢所散发出优雅的气息，是对20世纪30年代忠实而准确的再现。但该网站批评这款游戏在后期的画面效果不佳，但总体上称赞它改进了《无人生还》的画面效果。《游戏编年史》就没那么热情了，它认为本作的图形建模略高于平均水平，但对于当前的冒险游戏来说是只是标准价格。角色建模是《东方快车谋杀案》的另一个受到积极关注的方面。Quandary形容角色的造型虽然还有点“木头”的质感，但相比于《无人生还》有了很大的改进，“所有的角色都感觉像是刚从书中走出来。”冒险游戏玩家网站称这些角色是“近期冒险游戏中最好的”，每个角色都有独特的设计和服装，非常适合游戏的设置。评论者还指出了一些添加到角色中的小细节，比如主角在寒冷的天气里站在火车外面瑟瑟发抖，以及在等待玩家决定下一步该怎么做的时候掸掉衣服上的绒毛。冒险游戏玩家还称赞了AWE制作公司在游戏中的灯光效果，以及创造了“场景非常柔和的光线，使角色看起来更加逼真。”IGN提出东方快车的内部设计是相当细致，但抱怨人物模型缺乏细节。另一个来自IGN的抱怨是过场动画使用的压缩导致画面看起来像是“被清除和阻挡”了，并且这个问题持续存在，因为过场动画在整个游戏中都是明显的像素化。
许多评论家称赞《东方快车谋杀案》的一个方面是游戏的音响制作。本作在人物配音方面的表现尤其获得了广泛的好评。GameSpot称本作配音表演非常出色，配音演员赋予了角色生命，这很大程度上要感谢大卫·苏切特所饰演的波洛。IGN也称本作的配音表演得很好，尽管有一些人物听起来很做作。游戏中的音乐得到了2404网站的积极评价，他们说游戏中有些时候很紧张，但是在整个游戏过程中可能会更频繁地播放。2404还称赞游戏提供了逼真的声音效果，比如来自东方快车本身的噪音，以及其他环境噪音，比如户外咆哮的狂风。相比之下，IGN严厉地批评游戏缺乏背景音乐，并且声音效果简单而单调。

在一项关于电子游戏中学习者自主性的研究中，本作被用作一种学习工具。这项研究以希腊高中生为研究对象，让他们参加几个不同的测试和评估。

## 译注
1. ↑  译名参考自《土耳其》。[8]